# 휴대폰 형사 제니가타
《휴대폰 형사 제니가타》(ケータイ刑事 銭形 케타이데카제니가타[*])는 2002년부터 2011년까지 BS-TBS에서 방영한 텔레비전 드라마 시리즈이다.
할아버지가 경시총감인 IQ180의 10대 여자아이가 휴대 전화를 무기로 어려운 사건을 해결하는 형사 드라마 시리즈이다. 방송 스폰서가 NTT 도코모 단독이기 때문에 출연자가 사용하는 휴대 전화는 모두 도코모의 제품이다.

## 시리즈 목록

### 드라마
- 《휴대폰 형사 제니가타 아이》
출연: 미야자키 아오이
- 《휴대폰 형사 제니가타 마이》
출연: 호리키타 마키
- 《휴대폰 형사 제니가타 루이》
출연: 구로카와 메이
- 《휴대폰 형사 제니가타 레이》
출연: 카호
- 《휴대폰 형사 제니가타 라이》
출연: 고이데 사오리
- 《휴대폰 형사 제니가타 카이》
출연: 오마사 아야
- 《휴대폰 형사 제니가타 메이》
출연: 오카모토 아즈사
- 《휴대폰 형사 제니가타 유이》
출연: 오카모토 안리

### 영화
- 《휴대폰 형사 더 무비: 바벨 탑의 비밀; 제니가타 자매에게 온 도전장》
2006년 2월 4일 개봉.
구로카와 메이, 호리키타 마키(우정출연), 카호
- 《휴대폰 형사 더 무비2: 이시카와 고에몬 일가의 음모; 결투! 고르고다숲》
2007년 3월 10일 개봉.
고이데 사오리, 카호
- 《휴대폰 형사 더 무비3: 모닝구무스메 구출대작전!; 판도라 상자의 비밀》
2011년 2월 5일 개봉.
오마사 아야, 오카모토 아즈사, 오카모토 안리, 모닝구무스메, 오스기 렌